# Грядунов, Юрий Степанович
Ю́рий Степа́нович Грядуно́в (2 декабря 1929 — 8 мая 2020) — советский и российский дипломат, историк, арабист. Чрезвычайный и полномочный посол (7 февраля 1990).

## Биография
Окончил арабское отделение Московского института востоковедения (1953) по специальности «страновед по арабским странам».
- В 1953—1958 годах — сотрудник Комитета информации при МИД СССР.
- В 1958—1963 годах — второй секретарь, первый секретарь Посольства СССР в Ираке.
- В 1963 году — первый секретарь Отдела стран Ближнего Востока МИД СССР.
- В 1963—1975 годах — референт, заместитель заведующего сектором, руководитель группы Ближнего Востока и Северной Африки Международного отдела ЦК КПСС.
- В 1975—1990 годах — заведующий сектором Ближнего Востока и Северной Африки Международного отдела ЦК КПСС.
- С 7 февраля 1990 по 22 апреля 1992 года — чрезвычайный и полномочный посол СССР, затем Российской Федерации в Иордании
- В 2001—2011 годах — главный эксперт в Торгово-промышленной палате России[2][3].

Кандидат исторических наук (1969). Член ИППО с 1980 года, член Торгово-промышленной палаты России
Похоронен на Троекуровском кладбище.

## Награды
- Орден «Знак Почёта».
- Орден Дружбы народов.
- Орден Трудового Красного Знамени.
- Медаль «За трудовую доблесть».

## Публикации
- Грядунов Ю. С. Новые горизонты Судана. Внутриполитическое развитие в годы независимости (1956—1967). М.: Наука, 1969
- Грядунов Ю. С. Демократическая Республика Судан. — М.: Знание, 1970